# Compressione frattale
La compressione frattale è un metodo di compressione dati a perdita di informazioni utilizzato per la compressione delle immagini mediante l'utilizzo dei frattali. Il metodo ha la sua maggiore efficacia per le fotografie di scene di natura (alberi, montagne, nuvole). La compressione frattale si basa sul principio che in alcune immagini, parti delle stesse si somigliano tra di loro.

## Storia
Michael Barnsley è il principale ricercatore che ha lavorato sulla compressione frattale nel 1988, e detiene diversi brevetti su tale tecnologia. Il più conosciuto algoritmo di compressione frattale pratico è stato inventato da Arnaud Jacquin nel 1991, ma Barnsley e Alan Sloan ottennero il brevetto (US. 5,065,447) anche su questo metodo. Tutti i metodi di compressione frattale si basano sulla trasformata frattale utilizzando sistemi di funzioni iterate.
Le potenzialità della compressione frattale furono notate alla fine degli anni ottanta: in certi casi mostrò un'efficienza molto migliore del JPEG, il principale formato competitore al tempo. Questa tecnica, tuttavia, non raggiunse mai una diffusione a larga scala. In parte a causa di questioni relative ai brevetti di tale tecnologia (i brevetti del JPEG sono gestiti da un'associazione di aziende che ha delle richieste ritenute generalmente ragionevoli); in parte perché essa è molto più lenta nella compressione del rivale (nella decompressione i tempi sono pressoché identici). Inoltre, la maggiore efficienza non è un fatto accertato. Il vantaggio è evidente solo a basse qualità di immagine, una condizione poco idonea. Anche la migliore scalabilità dell'immagine oltre la risoluzione originale non sembra essere stata determinante.

## Difficoltà
È risultato che i migliori esempi della compressione frattale richiedono un consistente intervento umano: il processo di generazione di un'immagine dalla sua rappresentazione frattale è semplice da automatizzare, ma la procedura inversa non è assolutamente altrettanto facile, soprattutto da ottimizzare. La maggior parte delle immagini naturali hanno proprietà matematiche eterogenee (per esempio, un'immagine con una montagna, nuvole e alberi può essere rappresentata tramite varie classi di rappresentazioni frattali). Il Teorema del collage di Barnsley dimostra che per un grande insieme di immagini naturali esiste necessariamente una rappresentazione frattale semplice, ma non fornisce un algoritmo generale per la costruzione di queste rappresentazioni. In pratica, ottenere immagini di alta qualità con rapporti di compressione sensibilmente superiori al JPEG richiede un grande impegno umano.
Attualmente la compressione frattale sembra aver perso ulteriormente rilevanza, avendo subito anche il sorpasso della compressione wavelet per chi accetta la situazione dei brevetti. Il JPEG è ancora ampiamente usato.